# Friedrich Larssen

Friedrich Larssen

Friedrich Larssen (* 28. Oktober 1889 in Lüne; † 16. September 1971 in West-Berlin) war ein deutscher Politiker (SPD).

## Leben und Wirken
Larssen besuchte die Volksschule. Von 1904 bis 1908 erlernte er das Papiermacherhandwerk. Anschließend arbeitete er als Facharbeiter in verschiedenen Papierfabriken. Als junger Mann trat er in die Sozialdemokratische Partei Deutschlands (SPD) ein. Zur selben Zeit wurde er auch Mitglied des Fabrikarbeiterverbandes.
Von August 1914 bis November 1918 nahm Larssen am Ersten Weltkrieg teil. Nach der Rückkehr aus dem Krieg, in dem er als Mitglied einer Infanterieeinheit und einer Maschinengewehreinheit eingesetzt wurde, wurde er Gewerkschaftsangestellter im Deutschen Landarbeiterverband. Bereits 1919 wurde er Mitglied der Stadtverordnetenversammlung in Ragnit in Ostpreußen, der er bis 1924 angehörte. Im Juli 1920 übernahm Larssen zudem die Funktion des hauptamtlichen Gauleiters der Landarbeiterverbandes, die er bis zum Juni 1928 beibehielt. Seit 1920 war Larssen außerdem Mitglied des Provinziallandtags der Provinz Ostpreußen, dem er bis 1933 angehörte, von 1928 bis 1930 als Stellvertretender Vorsitzender. Daneben saß er von 1930 bis 1933 im Provinzialausschuss.
Von 1923 bis 1924 führte Larssen für kurze Zeit den Vorsitz über die SPD in Ragnit. Von Juli 1928 bis Juli 1929 amtierte Larssen als Arbeitersekretär in Königsberg. Von August 1929 bis November 1929 war er als Referent für Arbeitsvermittlung im Landesarbeitsamt Ostpreußen in Königsberg beschäftigt. Im Dezember 1929 wurde er Bezirksparteisekretär der SPD für Ostpreußen mit Sitz in Königsberg.
Ein Jahr später, im September 1930, wurde Larssen als Kandidat seiner Partei für den Wahlkreis 1 (Ostpreußen) in den Reichstag gewählt, dem er fortan ohne Unterbrechung bis zum Sommer 1933 angehörte. Larssens Mandat wurde in der Folge durch drei Wahlen – im Juli und November 1932 sowie im März 1933 – bestätigt. Von 1930 bis 1931 gehörte Larssen dem Preußischen Staatsrat an.
Im März 1933, knapp zwei Monate nach der nationalsozialistischen „Machtergreifung“, stimmte Larssen zusammen mit den übrigen Abgeordneten der SPD-Fraktion gegen das Ermächtigungsgesetz, das zusammen mit der Reichstagsbrandverordnung vom Februar desselben Jahres die Grundlage für die Errichtung der nationalsozialistischen Diktatur bildete. Er war einer von nur sechsundneunzig Parlamentariern, die diesem Werk ihre Zustimmung verweigerten.
Im August 1933 wurde Larssen verhaftet. Bis zum Dezember wurde er im Gestapogefängnis in Berlin, in den KZs Columbiahaus und Brandenburg gefangen gehalten. Später wurde er noch mehrere Male für kurze Zeit in Haft genommen.
Nach dem Krieg trat Larssen erneut der SPD bei. Er wurde Landesarbeitsgerichtsdirektor. Von 1946 bis 1948 bekleidete er die Stelle des Vorstehers der Berliner Bezirksverordnetenversammlung. Zum Abschluss seiner Laufbahn saß Larssen von 1954 bis 1962 in der Bezirksverordnetenversammlung von Berlin-Tempelhof.